# San Jose (Camarines Sur)
San Jose è una municipalità di quarta classe delle Filippine, situata nella Provincia di Camarines Sur, nella Regione del Bicol.
San Jose è formata da 29 baranggay:
- Adiangao
- Bagacay
- Bahay
- Boclod
- Calalahan
- Calawit
- Camagong
- Catalotoan
- Danlog
- Del Carmen (Pob.)
- Dolo
- Kinalansan
- Mampirao
- Manzana
- Minoro

- Palale
- Ponglon
- Pugay
- Sabang
- Salogon
- San Antonio (Pob.)
- San Juan (Pob.)
- San Vicente (Pob.)
- Santa Cruz (Pob.)
- Soledad (Pob.)
- Tagas
- Tambangan
- Telegrafo
- Tominawog